# Granice Węgier
Granice Węgier mają łączną długość około 2171 km. Obecnie Węgry graniczą z 7 państwami.

## Państwa graniczące z Węgrami
Węgry graniczą z następującymi państwami:
- Austria – 366 km,
- Chorwacja – 329 km,
- Serbia – 151 km,
- Słowenia – 102 km,
- Ukraina – 103 km,
- Rumunia – 443 km,
- Słowacja – 677 km.